# Gerrie Mühren
Gerrie Mühren (2. února 1946 Volendam – 19. září 2013 Volendam) byl nizozemský fotbalista, záložník.

## Fotbalová kariéra
V nizozemské lize hrál za RKSV Volendam, Ajax Amsterdam, FC Volendam, MVV Maastricht a FC Dordrecht. S Ajaxem získal třikrát mistrovský titul a třikrát nizozemský pohár. Ve španělské lize hrál za Betis Sevilla, s týmem získal v roce 1977 španělský pohár. Dále působil v hongkongském týmu Seiko SA, se kterým získal dva mistrovské tituly. S Ajaxem Amsterdam vyhrál v letech 1971,1972 a 1973 Pohár mistrů evropských zemí. V Poháru mistrů evropských zemí nastoupil ve 25 utkáních a dal 4 góly, v Poháru vítězů pohárů nastoupil v 5 utkáních a v Poháru UEFA nastoupil ve 22 utkáních a dal 6 gólů. Za nizozemskou reprezentaci nastoupil v letech 1969-1973 v 10 utkáních. V evropské anketě Zlatý míč 1972 skončil na 11. místě.

## Ligová bilance
| Ročník                                  | Zápasy | Góly | Klub           |
| --------------------------------------- | ------ | ---- | -------------- |
| Eredivisie 1963/64                      | 22     | 0    | RKSV Volendam  |
| Eerste Divisie 1964/65                  | -      | -    | RKSV Volendam  |
| Eerste Divisie 1965/66                  | -      | -    | RKSV Volendam  |
| Eerste Divisie 1966/67                  | -      | -    | RKSV Volendam  |
| Eredivisie 1967/68                      | 30     | 7    | RKSV Volendam  |
| Eredivisie 1968/69                      | 9      | 2    | Ajax Amsterdam |
| Eredivisie 1969/70                      | 32     | 7    | Ajax Amsterdam |
| Eredivisie 1970/71                      | 31     | 10   | Ajax Amsterdam |
| Eredivisie 1971/72                      | 28     | 9    | Ajax Amsterdam |
| Eredivisie 1972/73                      | 30     | 12   | Ajax Amsterdam |
| Eredivisie 1973/74                      | 32     | 12   | Ajax Amsterdam |
| Eredivisie 1974/75                      | 30     | 2    | Ajax Amsterdam |
| Eredivisie 1975/76                      | 27     | 0    | Ajax Amsterdam |
| Primera División 1976/77                | 32     | 9    | Betis Sevilla  |
| Primera División 1977/78                | 27     | 2    | Betis Sevilla  |
| Primera División 1978/79                | -      | -    | Betis Sevilla  |
| Eerste Divisie 1979/80                  | 33     | 7    | FC Volendam    |
| Eredivisie 1980/81                      | 26     | 3    | MVV Maastricht |
| Hong Kong First Division League 1981/82 | -      | -    | Seiko SA       |
| Hong Kong First Division League 1982/83 | -      | -    | Seiko SA       |
| Eredivisie 1983/84                      | 18     | 0    | FC Dordrecht   |
| Eredivisie 1984/85                      | 17     | 0    | FC Volendam    |
| CELKEM 1. liga                          | 391    | 75   |                |